# 영안여몽 : 다시 쓰는 꿈
《영안여몽 : 다시 쓰는 꿈》(宁安如梦)은 2023년 방송되었던 중국의 드라마이다.

## 줄거리
- 강설영은 황후가 되기 위해 애써왔지만, 궁중에 변이 닥치자 자결을 강요당했다. 이제 그녀의 꿈은 권력에서 멀어져서, 자신의 삶을 사는 것이다. 하지만 우연히도 입궁하여 공부하게 되었고, 황제의 스승인 '사위'의 제자가 되었다. 첩첩산중의 위기를 겪으며, 사위는 자신의 몸을 아끼지 않고 강설영을 보호했고, 두 사람은 점점 정이 들었다. 하지만 더 큰 음모가 수면 위에 떠올랐고, 이는 20년 전 평남왕 사건의 진실을 가리키고 있었는데...

## 등장 인물
- 바이루 - 강설영 역
- 장릉혁 (张凌赫) - 사위 역
- 왕성월 (王星越) - 장차 역
- 주준위 (Jacky) - 연림 역
- 류셰닝 - 심지의 역
- 탕몽가 (Melody Tang) - 우방음 역
- 협의월 (叶晞月) - 설주 역
- 류민 (刘敏) - 설태후 역
- 장조휘 (Eddie Cheung) - 연목 역
- 옹홍 (Yvonne) - 맹씨 역
- 주소비 (周小飞) - 삼낭자 역
- 범정문 (范静雯) - 주보앵 역
- 황해빙 (黄海冰) - 설원 역